# Les Enfers
Les Enfers é uma comuna da Suíça, situada no distrito de Franches-Montagnes, no cantão de Jura. Tem 7,09 km² de área e sua população em 2018 foi estimada em 133 habitantes.